# 國立成功大學榕園
國立成功大學榕園，亦稱成大榕園，是一座位於臺灣臺南市國立成功大學光復校區的園區，該園區以裕仁曾種植的國泰大榕而知名，過去曾作為原日軍步兵第二聯隊營舍之演練場使用，現已對外開放參觀。

## 沿革

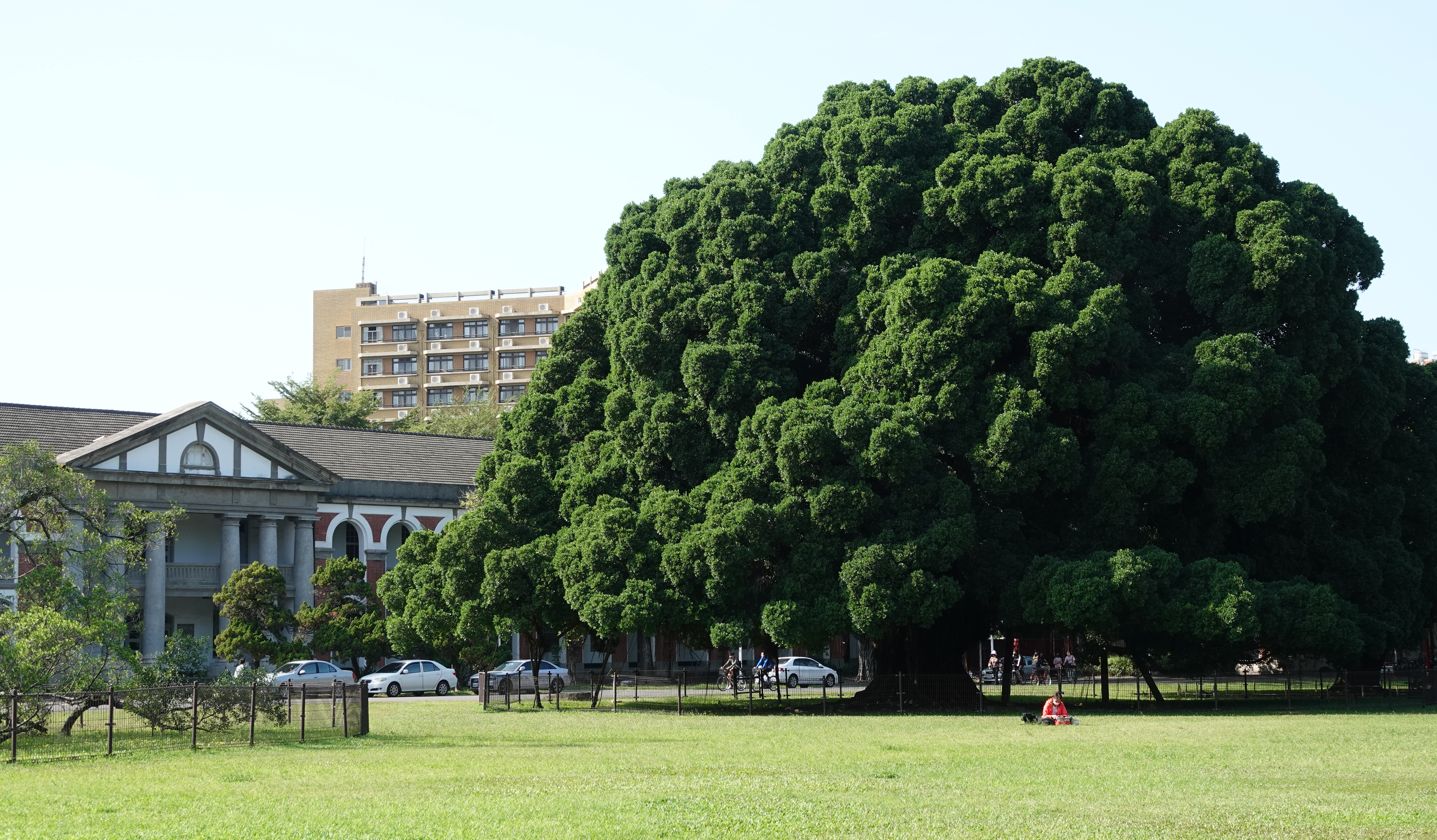
榕園與大成館（工業設計系館）

成大榕園最初作為原日軍步兵第二聯隊營舍之設施，於第一、二期永久兵營計畫下所建造之區域，1902年，日軍展開第一期永久兵營計畫興建兵舍。1907年因縮編臺灣守備兵力，臺灣步兵第二聯隊授旗成立。該營區因成為大日本帝國國土最南方的陸軍基地，成為日本皇室成員行啟、御成臺灣經常視察之地。
1923年4月21日，臺灣行啟的日本皇太子裕仁（昭和天皇）於第二聯隊營舍演練場，於第七、八隊營舍正前方種植一棵從鹿兒島移植過來的20歲榕樹（第一號大榕樹），1925年至1926年期間，雍仁親王、宣仁親王，以及1935年昌德宮李王來臺時，亦曾在此處種植榕樹，但現已不存。位於第一號大榕樹東側之榕樹則為日治後期生長出來之榕樹。，隨著時間流逝，四棵樹的歷史已混淆。戰後時期，隨著中華民國國軍接手第二步兵聯隊基地，其名稱改為光復營區。直到1966年，成功大學向國防部取得這片土地而改作光復校區。
1994年，由於國泰大榕感染膠蟲病，一度面臨遭砍伐之命運，後在前任校友中心主任葉茂榮的奔走募款，獲得霖園集團捐助新台幣100萬成立「成功大學百萬環境美化基金」，以本金孳息的方式來維護。2010年，成功大學致贈國立金門大學國泰大榕直系幼苗於金門移植。
2015年，由於蘇迪勒颱風災害影響，榕園東南角的第二號大榕樹遭到雷擊而劈分成二，周圍區域樹枝全倒近一百棵、半倒五十餘棵。只剩南側枝大致良好，該事件後在校友募得新台幣500萬元的護樹基金下進行扶助。召開「榕園老榕樹颱風受損救治研商會議」。，2016年，該校方陸續為第一號、第二號老榕樹週圍架設圍籬，並對於附近二棵金龜樹、以及成大附設幼稚園內龍眼樹等3棵老樹新裝設支撐架。　
2019年，成功大學根據榕園陸續增補身份資料庫，並登記共兩、三千株樹木可供查詢進行預防措施。同年，台灣傳統基金會希望取得榕樹苗十九日轉贈給日本以增進臺日情誼，經成功大學同意後，則由基金會聘請專家前來取得樣本後自行育苗，並規劃2020年移植至日本。
2023年4月21日，榕園最早種下的國泰大榕迄今已屆百年。

## 設施
榕園現存有12棵大榕樹。該榕樹已被視為臺南市及成功大學之地標與精神象徵，其園區周圍也種植鳳凰樹及後期栽種的榕樹。

## 外部連結
- 成大樹官方網站[]
- 成大榕園 - 台南旅遊網 （页面存档备份，存于）
- 成功大學榕園 - 東區區公所 （页面存档备份，存于）